# Vladimir Samsonov
Pour les articles homonymes, voir Samsonov.
Vladimir Samsonov est un pongiste biélorusse. Il est né le 17 avril 1976 à Minsk.

## Biographie
Durant sa grande carrière, il a évolué au Borussia Düsseldorf en Allemagne, au Royal Villette Charleroi en Belgique, à Casagranada en Espagne et à Fakel Orenburg, en Russie.
Il est l'un des rares Européens avec Timo Boll et Dimitrij Ovtcharov à pouvoir rivaliser avec les meilleurs Chinois. Samsonov est l'un des plus grands joueurs du circuit mondial ; il mesure 1,89 m.
Il détient également le record absolu de victoires en Ligue des Champions avec à ce jour 10 trophées (un avec Dusseldorf, cinq avec Charleroi et quatre avec Orenbourg).
En 1995, il est sacré vice-champion du monde en double (avec Zoran Primorac).
En 1997, à Manchester, il devient vice-champion du monde en simple en s'inclinant contre la star suédoise Jan-Ove Waldner.
Dans la compétition européenne, il est trois fois champion d'Europe en simple (1998, 2003, 2005) et vice-champion (2007, 2008, 2013). Il est aussi quatre fois vainqueur du Top 12 européen de tennis de table (1998, 1999, 2001 et 2007).
Enfin Vladimir Samsonov est trois fois vainqueur (en simple) de la Coupe du monde (1999, 2001, 2009).
Il parvient à l'âge de 40 ans à se hisser en demi-finale lors du tournoi en simple des Jeux olympiques de Rio en 2016, après avoir battu notamment l'Allemand Dimitrij Ovtcharov en quarts de finale, mais perd contre le Japonais Jun Mizutani lors du match pour la médaille de bronze.
Parmi les générations récentes de tennis de table, Samsonov est, avec le Sud-Coréen Joo Sae-hyuk, le joueur le plus expérimenté en termes d'années. Il joue depuis plus de 20 ans et conserve son niveau en ayant participé à six JO. Son meilleur résultat est la quatrième place lors des jeux de Rio, en 2016.
Il ne participe pas aux Jeux olympiques de Tokyo en 2020. Il déclare forfait aux qualifications pour cette compétition à cause d'une blessure à l'épaule,.
Il annonce sa retraite le 10 juillet 2021. Il laisse derrière lui l'un des plus grands palmarès de l'histoire du tennis de table. Il est notamment le recordman de victoire en Ligue des Champions avec treize titres. De nombreux joueurs lui rendent hommage comme Patrick Chila, un de ses anciens coéquipiers .
Il fait partie des quatre seuls joueurs européens, avec Timo Boll, Patrick Franziska et Petr Korbel, à avoir battu Ma Long, pongiste chinois généralement considéré comme le plus grand joueur de tous les temps.

## Style de jeu
Il a un jeu basé sur le contre et le bloc (sa grande taille lui permet quasiment de couvrir la table), il est un des meilleurs bloqueurs du circuit. Il est également très solide en défense balle haute et coupé. Dès que c'est possible, il cherche à contre-attaquer des deux côtés (coup droit et revers).

## Classement
Son meilleur classement est obtenu en 1998 lorsqu'il arriva à la première place du classement mondial. Il resta 15 ans dans le top 10 mondial. Son classement actuel (en mars 2021) est 28e mondial,.

## Palmarès

### individuel
- 1995  Vice-Champion du monde en double (avec Zoran Primorac)
- 1997  Vice Champion du monde en simple
- 1997  champion d'Europe en double mixte
- 1997  vainqueur de la finale Pro-Tour en simple
- 1997  vainqueur de l'Open de Suède en simple
- 1997  vainqueur de l'Open d'Autriche en double
- 1998  vainqueur du Top 12 européen de tennis de table, ainsi qu'en 1999, 2001 et 2007
- 1998  Champion d'Europe en simple et en double
- 1998  Vainqueur de l'Open de Croatie en simple
- 1999  Vainqueur de la Coupe du Monde
- 2001  Vainqueur de la Coupe du Monde
- 2003, 2005  Champion d'Europe en simple
- 2007  Vice-Champion d'Europe en simple
- 2008  Vice-Champion d'Europe en simple
- 2009  Vainqueur de la Coupe du Monde
- 2010  Vainqueur de l'Open du Maroc, de l'Open de Corée et de l'Open de Pologne ITTF
- 2012  3e à la Coupe du Monde de tennis de table à Liverpool
- 2013  Vice-Champion d'Europe en simple
- 2013  Vice-Champion du monde en simple (coupe du monde)
- 2016 4e Jeux Olympiques de Rio 2016
- 2017  Vainqueur de l'Open d'Australie

### par équipes
- 2003 : Champion d'Europe par équipe avec la Biélorussie
- Vainqueur de la Ligue des Champions en 2000 (avec Düsseldorf) 2001, 2002, 2003, 2004, 2007 (avec Charleroi) et 2012, 2013, 2017, 2019 (avec Orenbourg)